# Lijst van rijksmonumenten in Staverden
De plaats Staverden telt 45 inschrijvingen in het rijksmonumentenregister. Hieronder een overzicht.
| Object                                                    | Oorspronkelijke functie?  | Bouwjaar                                 | Architect                        | Locatie                | Coördinaten?                  | Nr.?   | Afbeelding                                                |
| --------------------------------------------------------- | ------------------------- | ---------------------------------------- | -------------------------------- | ---------------------- | ----------------------------- | ------ | --------------------------------------------------------- |
| Kasteel Staverden                                         | Kasteel, buitenplaats     | 1905                                     | L.A. van Essen & J. van Zeggeren | Staverdenseweg 283     | 52° 17' 8" NB, 5° 44' 19" OL  | 523818 | Kasteel Staverden                                         |
| Park                                                      | Tuin, park en plantsoen   | 17e eeuw (lanenstelsel) 1907/1908 (park) |                                  | Staverdenseweg 283     | 52° 17' 8" NB, 5° 44' 20" OL  | 523819 | Park                                                      |
| Koetshuis                                                 | Bijgebouwen kastelen enz. | 1890-1905                                |                                  | Staverdenseweg bij 283 | 52° 17' 8" NB, 5° 44' 20" OL  | 523820 | Meer afbeeldingen                                         |
| Tuinmanswoning                                            | Bijgebouwen kastelen enz. | 1890-1905                                |                                  | Staverdenseweg bij 283 | 52° 17' 8" NB, 5° 44' 20" OL  | 523821 | Meer afbeeldingen                                         |
| Oranjerie met tuinmuur                                    | Tuin, park en plantsoen   | 1890-1905                                |                                  | Staverdenseweg bij 283 | 52° 17' 8" NB, 5° 44' 20" OL  | 523822 | Meer afbeeldingen                                         |
| Toegangsbrug met hek                                      | Bijgebouwen kastelen enz. | 1890-1905                                |                                  | Staverdenseweg 283     | 52° 17' 8" NB, 5° 44' 20" OL  | 523823 | Toegangsbrug met hek                                      |
| Zonnewijzer                                               | Tuin, park en plantsoen   | 1890-1905                                |                                  | Staverdenseweg bij 283 | 52° 17' 8" NB, 5° 44' 20" OL  | 523824 | Zonnewijzer                                               |
| Gedenkzuil                                                | Tuin, park en plantsoen   | 1890-1905                                |                                  | Staverdenseweg bij 283 | 52° 17' 8" NB, 5° 44' 20" OL  | 523825 | Gedenkzuil                                                |
| Gedenkbank                                                | Bijgebouwen kastelen enz. | 1930                                     |                                  | Staverdenseweg bij 283 | 52° 17' 8" NB, 5° 44' 20" OL  | 523826 | Gedenkbank                                                |
| Beeld (vaas en pauw)                                      | Bijgebouwen kastelen enz. | 1890-1905                                |                                  | Staverdenseweg bij 283 | 52° 17' 8" NB, 5° 44' 20" OL  | 523827 | Beeld (vaas en pauw)                                      |
| Tuinsculptuur                                             | Tuin, park en plantsoen   | 1890-1905                                |                                  | Staverdenseweg bij 283 | 52° 17' 8" NB, 5° 44' 20" OL  | 523828 | Tuinsculptuur                                             |
| IJskelder                                                 | Tuin, park en plantsoen   | 1890-1905                                |                                  | Staverdenseweg bij 283 | 52° 17' 8" NB, 5° 44' 20" OL  | 523829 | IJskelder                                                 |
| Prieel                                                    | Tuin, park en plantsoen   | 1890-1905                                |                                  | Staverdenseweg bij 283 | 52° 17' 8" NB, 5° 44' 20" OL  | 523830 | Prieel                                                    |
| Stenen sokkel: 'Lenora 1353'                              | Bijgebouwen kastelen enz. | 1850-1905                                |                                  | Staverdenseweg bij 283 | 52° 17' 8" NB, 5° 44' 20" OL  | 523831 | Stenen sokkel: 'Lenora 1353'                              |
| IJzeren tuinhekken                                        | Bijgebouwen kastelen enz. | 1890-1905                                |                                  | Staverdenseweg bij 283 | 52° 17' 8" NB, 5° 44' 20" OL  | 523832 | IJzeren tuinhekken                                        |
| Brug Staverdensweg                                        | Bijgebouwen kastelen enz. | 1910                                     |                                  | Staverdenseweg bij 283 | 52° 17' 7" NB, 5° 44' 19" OL  | 529067 | Brug Staverdensweg                                        |
| Brug                                                      | Bijgebouwen kastelen enz. | 1934                                     |                                  | Staverdenseweg bij 283 | 52° 17' 7" NB, 5° 44' 19" OL  | 529068 | Upload foto                                               |
| Jachthuis                                                 | Bijgebouwen kastelen enz. | 1915                                     |                                  | Staverdenseweg bij 283 | 52° 17' 7" NB, 5° 44' 19" OL  | 529070 | Jachthuis                                                 |
| Molenzicht                                                | Bijgebouwen kastelen enz. | 1854                                     |                                  | Staverdenseweg bij 283 | 52° 17' 7" NB, 5° 44' 19" OL  | 529071 | Upload foto                                               |
| Duiventil                                                 | Tuin, park en plantsoen   | 1877                                     |                                  | Staverdenseweg bij 283 | 52° 16' 59" NB, 5° 43' 58" OL | 523885 | Meer afbeeldingen                                         |
| Het Blokkenhuis                                           | Woonhuis                  | 1930                                     |                                  | Staverdenseweg 266     | 52° 17' 17" NB, 5° 44' 32" OL | 523886 | Upload foto                                               |
| Nederlands Hervormde kerk                                 | Kerk en kerkonderdeel     | 1875                                     |                                  | Staverdenseweg 299     | 52° 17' 3" NB, 5° 43' 59" OL  | 523887 | Meer afbeeldingen                                         |
| Boerderij "De Molen"                                      | Bijgebouwen kastelen enz. | 1925                                     |                                  | Staverdenseweg bij 283 | 52° 17' 7" NB, 5° 44' 19" OL  | 529072 | Meer afbeeldingen                                         |
| De Witte Pauwen (landhuis)                                | Kasteel, buitenplaats     | 1915                                     | Van der Goot & Kruisweg          | Allee 10               | 52° 17' 17" NB, 5° 44' 20" OL | 523834 | De Witte Pauwen (landhuis)                                |
| De Witte Pauwen (tuinhuis)                                | Tuin, park en plantsoen   | 1915                                     |                                  | Allee 10               | 52° 17' 14" NB, 5° 44' 21" OL | 523835 | Upload foto                                               |
| De Witte Pauwen (betaalhuisje)                            | Tuin, park en plantsoen   | 1915                                     |                                  | Allee 10               | 52° 17' 17" NB, 5° 44' 20" OL | 523836 | Upload foto                                               |
| De Witte Pauwen (houten schuur)                           | Tuin, park en plantsoen   | 1915                                     |                                  | Allee 10               | 52° 17' 14" NB, 5° 44' 21" OL | 523837 | Upload foto                                               |
| Houten ontspanningszaal gelegen op het landgoed staverden | Militair verblijfsgebouw  | 1914-1918                                |                                  | Allee 11               | 52° 17' 17" NB, 5° 44' 13" OL | 523884 | Houten ontspanningszaal gelegen op het landgoed staverden |
| Frederik Bernard Hoeve                                    | Boerderij                 | 1914                                     |                                  | Allee 40               | 52° 17' 38" NB, 5° 44' 11" OL | 523839 | Frederik Bernard Hoeve                                    |
| Frederik Bernard Hoeve (koestal)                          | Boerderij                 | 1914                                     |                                  | Allee bij 40           | 52° 17' 38" NB, 5° 44' 11" OL | 523840 | Frederik Bernard Hoeve (koestal)                          |
| Frederik Bernard Hoeve (schuur)                           | Boerderij                 | 1914                                     |                                  | Allee bij 40           | 52° 17' 38" NB, 5° 44' 11" OL | 523841 | Frederik Bernard Hoeve (schuur)                           |
| Frederik Bernard Hoeve (potstal)                          | Boerderij                 | 1914                                     |                                  | Allee bij 40           | 52° 17' 38" NB, 5° 44' 11" OL | 523842 | Upload foto                                               |
| Frederik Bernard Hoeve (paardenstal)                      | Boerderij                 | 1914                                     |                                  | Allee bij 40           | 52° 17' 38" NB, 5° 44' 11" OL | 523843 | Frederik Bernard Hoeve (paardenstal)                      |
| Frederik Bernard Hoeve                                    | Erfscheiding              | 1914                                     |                                  | Allee bij 40           | 52° 17' 38" NB, 5° 44' 11" OL | 523844 | Upload foto                                               |
| Kerkzicht (boerderij)                                     | Boerderij                 | 1867                                     |                                  | Garderenseweg 15       | 52° 16' 47" NB, 5° 43' 57" OL | 523846 | Meer afbeeldingen                                         |
| Kerkzicht (bakhuis)                                       | Boerderij                 | 1867-1900                                |                                  | Garderenseweg bij 15   | 52° 16' 47" NB, 5° 43' 57" OL | 523847 | Upload foto                                               |
| Kerkzicht (schuur)                                        | Boerderij                 | 1876-1900                                |                                  | Garderenseweg bij 15   | 52° 16' 47" NB, 5° 43' 57" OL | 523848 | Upload foto                                               |
| Kerkzicht (pomp)                                          | Straatmeubilair           | 1867-1900                                |                                  | Garderenseweg bij 15   | 52° 16' 45" NB, 5° 43' 58" OL | 523849 | Upload foto                                               |
| Kerkzicht (hooiberg)                                      | Boerderij                 | 1867-1900                                |                                  | Garderenseweg bij 15   | 52° 16' 47" NB, 5° 43' 57" OL | 523850 | Upload foto                                               |
| Haverkamp (boerderij)                                     | Boerderij                 | 1913                                     |                                  | Staverdenseweg 270     | 52° 17' 13" NB, 5° 44' 30" OL | 523852 | Haverkamp (boerderij)                                     |
| Haverkamp (bakhuis)                                       | Boerderij                 | 1913                                     |                                  | Staverdenseweg bij 270 | 52° 17' 13" NB, 5° 44' 30" OL | 523853 | Upload foto                                               |
| Haverkamp (pomp)                                          | Straatmeubilair           | 1913                                     |                                  | Staverdenseweg bij 270 | 52° 17' 14" NB, 5° 44' 32" OL | 523854 | Upload foto                                               |
| Hoeve "Akkerzicht"                                        | Boerderij                 | tweede kwart 19e eeuw 1868 (stal)        |                                  | Garderenseweg 11       | 52° 16' 50" NB, 5° 44' 2" OL  | 15369  | Hoeve "Akkerzicht"                                        |
| Hoeve "De Leemkuyl"                                       | Boerderij                 | 1854 (jaartalanker)                      |                                  | Uddelermeerweg 90      | 52° 16' 6" NB, 5° 44' 50" OL  | 15370  | Hoeve "De Leemkuyl"                                       |